# Mistrzostwa Azji w Judo 1966
Mistrzostwa Azji rozegrano w Manili w maju 1966 roku, na terenie Rizal Memorial Coliseum

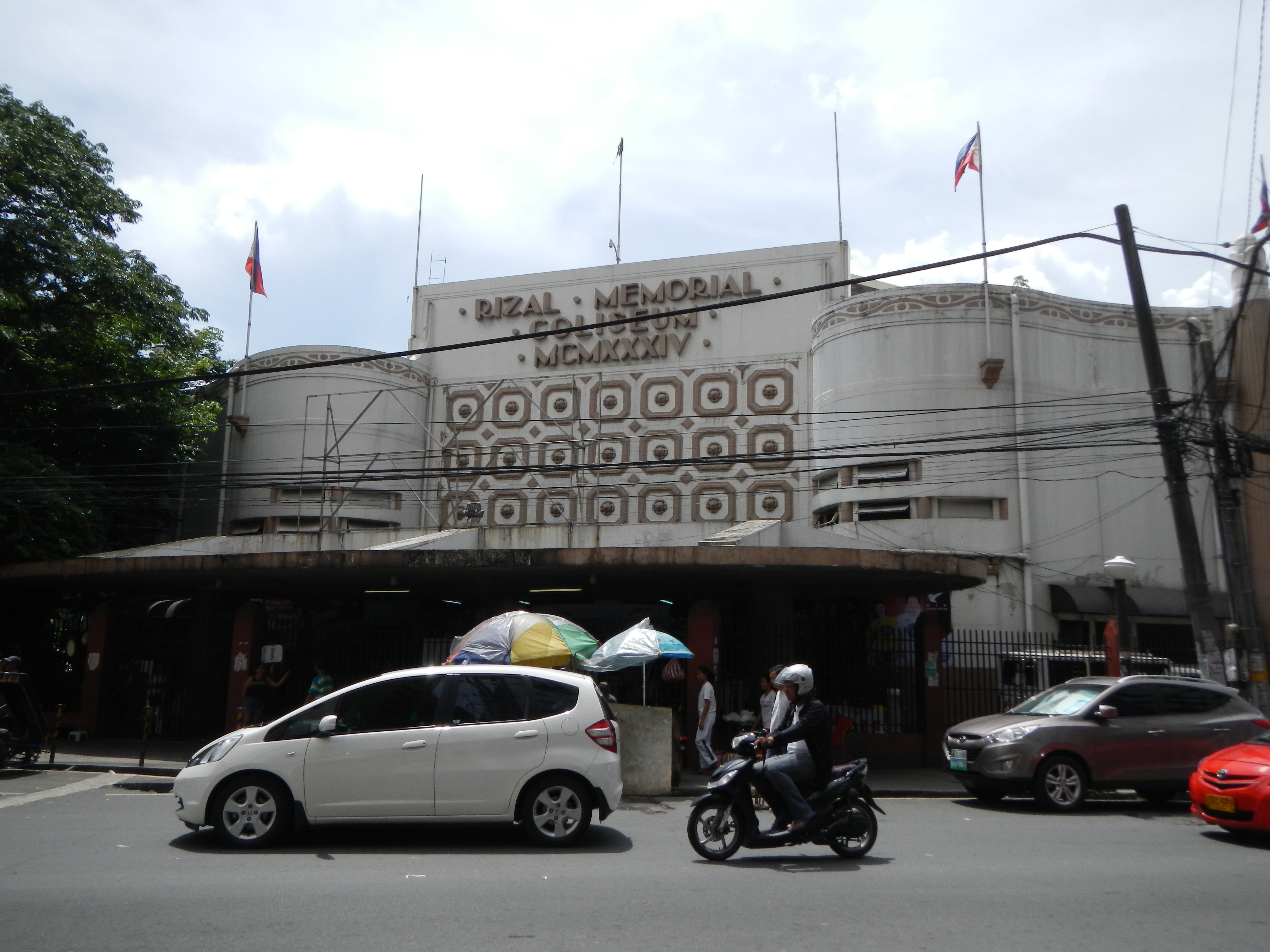
Hala

## Tabela medalowa
| Poz.  | Państwo          |   |   |   | Łącznie |
| ----- | ---------------- | - | - | - | ------- |
| 1.    | Japonia          | 4 | 2 | 1 | 7       |
| 2.    | Korea Południowa | 0 | 2 | 2 | 4       |
| 3.    | Tajwan           | 0 | 0 | 3 | 3       |
| 4.    | Malezja          | 0 | 0 | 1 | 1       |
| .     | Indonezja        | 0 | 0 | 1 | 1       |
| Razem | Razem            | 4 | 4 | 8 | 16      |

## Mężczyźni
| Waga   | Złoto:          | Srebro:       | Brąz:           | Brąz:         |
| 68 kg  | Yujiro Yamasaki | An Jong-Hwan  | Chang N         | Chang E       |
| 80 kg  | Shinobu Sekine  | Yoon Bok-kyun | Henry Ruth      | Chang         |
| +80 kg | Nobuyuki Majima | Osamu Sato    | Paulus Prananto | Sin Seok-gi   |
| Open   | Nobuyuki Majima | Osamu Sato    | Shinobu Sekine  | Yoon Bok-kyun |